# Marek Seweryn
Marek Seweryn, född 17 oktober 1957 i Katowice, är en polsk före detta tyngdlyftare.
Seweryn blev olympisk bronsmedaljör i 60-kilosklassen i tyngdlyftning vid sommarspelen 1980 i Moskva.